# توماس ويليام إدموندسون
توماس ويليام إدموندسون (بالإنجليزية: Thomas William Edmondson)‏ هو رياضياتي أمريكي، ولد في 1869، وتوفي في 1938.